# 171 a.C.
Il 171 a.C. (CLXXI a.C. in numeri romani) è un anno  del II secolo a.C.

## Eventi
- Comincia la terza guerra macedonica
- Cleopatra II sale al trono d'Egitto

## Nati
- Fraate II, sovrano